# Montifringilla henrici
El gorrión de Henri (Montifringilla henrici) es una especie de ave paseriforme de la familia Passeridae endémica de las montañas de la meseta tibetana. Anteriormente se consideraba una subespecie del gorrión alpino.

## Distribución y hábitat
Se encuentra únicamente en las montañas del este de la meseta tibetana. Su hábitat natural son las zonas de matorral de alta montaña. 